# Mammillaria hutchisoniana
Mammillaria hutchisoniana là một loài thực vật có hoa trong họ Cactaceae. Loài này được (H.E. Gates) Boed. mô tả khoa học đầu tiên năm 1935.

## Hình ảnh

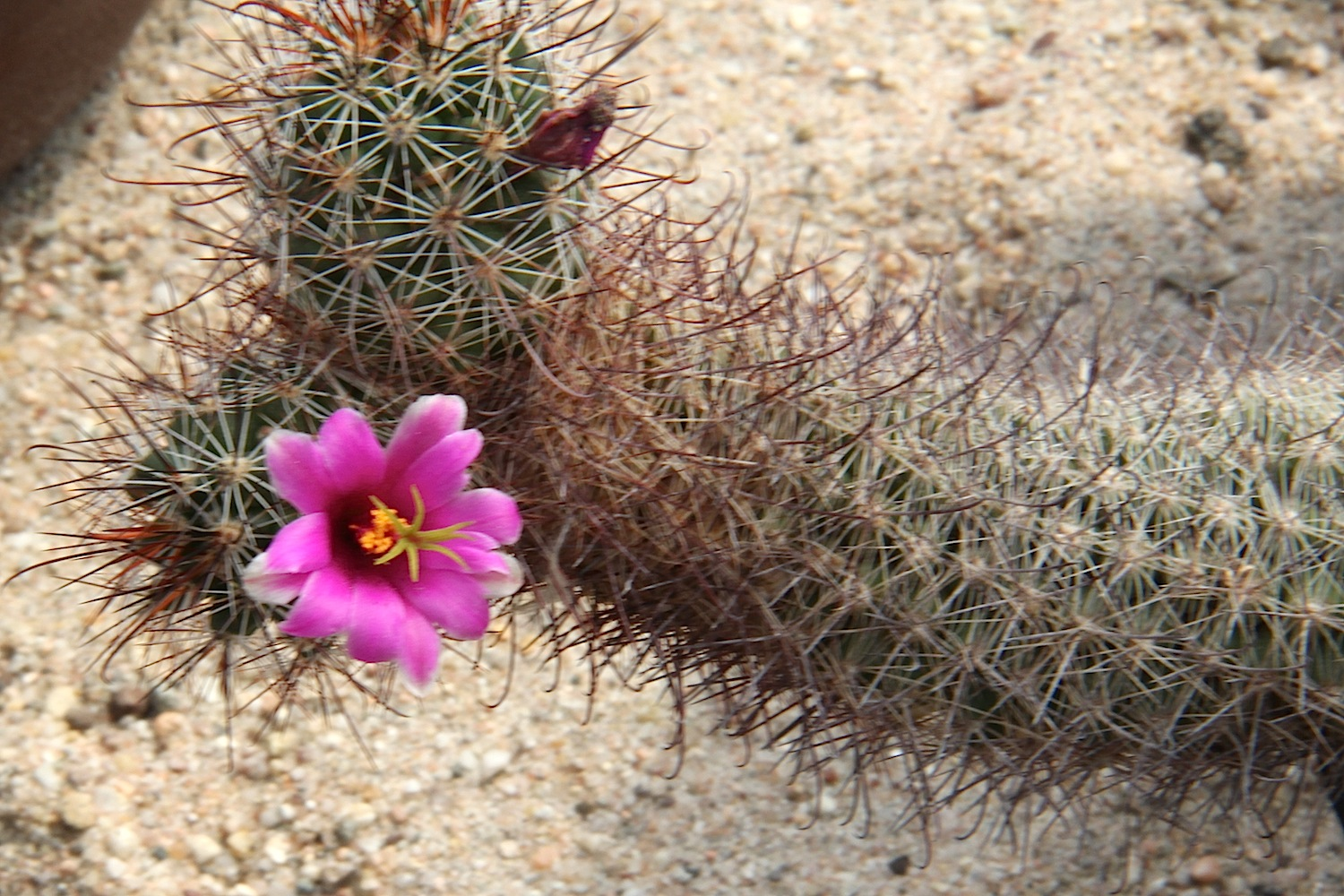